# Suki na mono wa suki dakara shō ga nai!!
Suki na mono wa suki dakara shō ga nai!! (jap. 好きなものは好きだからしょうがない!!, skr. 好きしょ! Sukisho!) – japońska powieść wizualna, pierwsza wydana komercyjnie eroge z gatunku boys’ love. Gra ukazała się w 2000 roku pod marką Platinum Label na platformy Microsoft Windows i Mac OS. Scenariusz napisały Riho Sawaki i Yuzu Tsutae; Tsutae wykonała także ilustracje. Po sukcesie gry w ciągu następnych 3 lat wydane zostały jej trzy kolejne części.
W pierwotnej wersji gry dialogi nie były udźwiękowione, ale wraz z wydaniem słuchowiska na CD każdemu bohaterowi został przypisany stały aktor głosowy. W późniejszej wersji na konsolę PlayStation 2 wszystkie postacie miały podłożony głos.
Na podstawie gry ukazał się cykl powieści publikowanych pod imprintem Kadokawa Ruby Bunko, a także 13-odcinkowy telewizyjny serial anime wyprodukowany przez studio Zexcs i emitowany w 2005 roku.

## Rozgrywka i fabuła
Główny bohater Sukisho! jest uczniem szkoły średniej, a jego partner zmienia się w zależności od wyborów gracza. Role uke i seme są narzucone z góry dla każdej pary i nie mogą być zmienione. Podczas rozgrywki gracz rozwiązuje tajemnice związane z przeszłością bohaterów. Powieść wizualna składa się z kilku powiązanych ze sobą ścieżek fabularnych, a przejście ich wszystkich powoduje odblokowanie tzw. prawdziwego zakończenia.
Fabuła gry początkowo przedstawia beztroskie szkolne przeżycia bohaterów, co jest typowe dla utworów z gatunku BL. Nastrój ten zmienia się jednak w miarę postępu historii, gdy wprowadzone zostają poważne i mroczne wątki, takie jak traumy z przeszłości, czy też motyw podwójnej osobowości protagonisty. Taki rozwój fabuły jest odmienny od klasycznych historii z mang i powieści BL, które koncentrują się na zmniejszaniu dystansu między partnerami, co prowadzi do ich szczęśliwego życia szkolnego.

## Postacie
- Sora Hashiba – główny bohater serii. Pewnego dnia wypadł z okna szkolnego budynku i stracił pamięć. W akademiku dzieli pokój ze swoim przyjacielem Sunao. Sora ma niebieskie włosy i oczy tego samego koloru. Jego alter-ego (którego chłopak także przez pewien czas nie pamięta) to Yoru.
- Sunao Fujimori – przyjaciel Sory. Ma różowe, długie włosy i różowe oczy. Jego alter-ego ma na imię Ran.
- Yoru – alter-ego Hashiby. Wyglądem nieco różni się od Sory, gdyż jego lewe oko ma złoty kolor, włosy są ciemniejsze, głos staje się głębszy. Często pojawia się z kawałkiem materiału owiniętym wokół prawej ręki.
- Ran – alter-ego Sunao. Jest bardziej dziewczęcy od Fujimoriego. Ran ma oczy koloru czerwonego, poza tym niczym nie różni się od Sunao.
- Kai Nanami – szkolny pielęgniarz. Najbardziej kobieca postać. Przykładny gospodarz domu, świetny kucharz. Mieszka razem z Shin’ichirō, który jest jego kochankiem i partnerem życiowym.
- Shin’ichirō Minato – szkolny matematyk. Bardzo zależy mu na Sunao, Sorze i Nanami.
- Gaku Ichikawa – dobry kolega Sory, jest od niego o rok młodszy. Jest wiecznie zadowolony i zawsze stara się pomóc Hashibie jak tylko może.
- Hiromu Sakura – młody chłopiec zakochany w Hashibie, dobry kolega Gaku.